# Hard to See
Hard to See è un singolo del gruppo heavy metal statunitense Five Finger Death Punch ed è stato pubblicato il 21 luglio 2009. Il brano è stato pubblicato come primo singolo estratto dall'album War Is the Answer.

## Contesto
La canzone parla di un gruppo di persone che si è concentrata su delle opinioni formate su informazioni limitate.
(Intervista a Zoltan Bathory)
La canzone è stata pubblicata in streaming sul sito web di Revolver Magazine il 9 luglio 2009. Il brano approdò in radio il 13 luglio 2009.

## Apparizioni
- La canzone venne usata come sigla per TNA Reaction.
- Il brano è disponibile per il download nella serie Rock Band tramite il Rock Band Network.
- Il brano appare nelle colonne sonore dei giochi Guitar Hero: Warriors of Rock e MLB 2K11

## Tracce
CD
1. Hard to See – 3:30

UK 45 giri
1. Hard to See – 3:30
2. Bulletproof – 3:16

## Classifiche
| Classifica                | Posizione massima |
| ------------------------- | ----------------- |
| iTunes Top Rock Songs     | 12                |
| Stati Uniti (alternative) | 40                |
| Stati Uniti (mainstream)  | 8                 |
| Stati Uniti (rock)        | 26                |

## Formazione
- Ivan Moody — voce
- Jason Hook — chitarra solista
- Zoltan Bathory — chitarra ritmica
- Matt Snell — basso
- Jeremy Spencer — Batteria